# António Santos (atleta)
António Dias dos Santos (Luanda, 3 de setembro de 1964) é um antigo atleta angolano, que foi campeão africano de triplo salto no ano de 1988.

## Carreira
Começou a sua carreira no clube angolano 1º de Agosto de Luanda. A sua evolução no triplo salto permitiu-lhe ser convocado para os Jogos Pan-Africanos de 1987, em cuja final terminou na quinta posição.
Em 1988 participou nos 5º Campeonatos Africanos de Atletismo, disputados em Annaba, na Argélia. Um salto de 16.43 m, que ainda hoje é recorde nacional do seu país, permitiu-lhe chegar à medalha de ouro e assim sagrar-se campeão africano. Um mês mais tarde foi o representante angolano nos Jogos Olímpicos de Seul, onde não conseguiu classificar-se devido a uma lesão contraída no primeiro salto.
No ano seguinte, pela mão do então embaixador de Angola em Lisboa, Rui Mingas (que fora também praticante de atletismo em terras lusitanas), António Santos rumou a Portugal para prosseguir a sua carreira ao serviço do Benfica (de 1989 a 1994) e do Sporting (em 1995).
Em 1992 teve a sua segunda participação olímpica, nos Jogos de Barcelona 1992, que se saldou pela 20ª posição no grupo A de qualificação, com a modesta marca de 15.48 m.
Para além do triplo salto, Santos foi também praticante de salto em comprimento com um recorde pessoal de 7.43 m, obtido em 1990.